# Supercopa da Itália de 1988
A Supercopa da Itália de 1988 ou Supercoppa Italiana 1988 foi a primeira edição dessa competição de futebol masculino profissional da Itália. Foi disputada entre o Milan, campeão da Serie A de 1987–88, e a Sampdoria, campeã da Copa da Itália de 1987–88. A partida ocorreu em 14 de junho de 1989 no estádio San Siro em Milan, na Itália. O Milan venceu o jogo por 3–1.
Embora, originalmente marcada para agosto de 1988, acabou sendo adiada por conta do início dos Jogos Olímpicos de 1988, em Seul.

## Participantes
| Equipe    | Classificação                       |
| --------- | ----------------------------------- |
| Milan     | Campeão da Serie A de 1987–88       |
| Sampdoria | Campeã da Copa da Itália de 1987–88 |

## Ficha do jogo
| 14 de junho de 1989 | Milan                                              | 3–1                     | Sampdoria  | San Siro, Milão, Itália                |
|                     | 18' Rijkaard · 72' Mannari · 90' Van Basten (pen.) | Relatório 1 Relatório 2 | 14' Vialli | Público: 19 412 Árbitro: Pietro D'Elia |

| Milan | Sampdoria |

| MILAN:        |                       |  |     |
|               |                       |  |     |
| 1             | Giovanni Galli        |  |     |
| 2             | Mauro Tassotti        |  |     |
| 3             | Alessandro Costacurta |  |     |
| 4             | Angelo Colombo        |  |     |
| 5             | Filippo Galli         |  | 86' |
| 6             | Franco Baresi         |  |     |
| 7             | Christian Lantignotti |  | 46' |
| 8             | Frank Rijkaard        |  |     |
| 9             | Marco van Basten      |  |     |
| 10            | Carlo Ancelotti       |  |     |
| 11            | Alberigo Evani        |  |     |
| Reservas:     |                       |  |     |
|               | desconhecido          |  |     |
| 13            | Roberto Mussi         |  | 86' |
| 14            | Graziano Mannari      |  | 46' |
| 33            | Paolo Maldini         |  |     |
|               | desconhecido          |  |     |
| Técnico:      |                       |  |     |
| Arrigo Sacchi |                       |  |     |

| SAMPDORIA:     |                   |  |     |
|                |                   |  |     |
| 1              | Gianluca Pagliuca |  |     |
| 2              | Marco Lanna       |  |     |
| 3              | Amedeo Carboni    |  |     |
| 4              | Fausto Pari       |  | 73' |
| 5              | Pietro Vierchowod |  | 57' |
| 6              | Luca Pellegrini   |  |     |
| 7              | Víctor Muñoz      |  |     |
| 8              | Fulvio Bonomi     |  |     |
| 9              | Gianluca Vialli   |  |     |
| 10             | Fausto Salsano    |  |     |
| 11             | Giuseppe Dossena  |  |     |
| Reservas:      |                   |  |     |
|                | desconhecido      |  |     |
| 14             | Roberto Breda     |  | 73' |
| 16             | Loris Pradella    |  | 57' |
|                | desconhecido      |  |     |
|                | desconhecido      |  |     |
| Técnico:       |                   |  |     |
| Vujadin Boškov |                   |  |     |

|  | REGULAMENTO - 90 minutos. - 30 minutos de prorrogação caso haja empate no tempo normal. - Persistindo o empate, o vencedor será decidido nas penalidades máximas. - Cinco jogadores substitutos. - Máximo de duas substituições. |

## Campeão
| Supercopa da Itália de 1988 |
| --------------------------- |
| Milan 1.º título            |